# Beermühle
Beermühle ist ein Gemeindeteil der Gemeinde Wilburgstetten im Landkreis Ansbach (Mittelfranken, Bayern). Beermühle liegt in der Gemarkung Wittenbach.

## Geografie
Unmittelbar südwestlich der Einöde liegt der Beerweiher, der vom Höllbach gespeist wird, einem rechten Zufluss der Rotach. Im Osten grenzt das Waldgebiet Bärlach an, im Westen Acker- und Grünland. Eine Gemeindeverbindungsstraße führt nach Unterbronnen (1,5 km südwestlich) bzw. nach Wittenbach (0,6 km nordöstlich).

## Geschichte
Das Hochgericht und die Grundherrschaft übte das oettingen-spielbergische Oberamt Mönchsroth aus. Ende des 18. Jahrhunderts gab es nur die Mühle als Anwesen.
Mit dem Gemeindeedikt wurde Beermühle dem 1809 gebildeten Steuerdistrikt und der im selben Jahr gebildeten Ruralgemeinde Wittenbach zugewiesen. Am 1. Januar 1971 wurde Beermühle im Zuge der Gebietsreform in Bayern nach Wilburgstetten eingegliedert.

### Ehemaliges Baudenkmal
- Wittenbach 26: Ehemalige Mühle, gehörte früher zum Kloster Mönchsroth. Wohn- und Mühlengebäude: vermutlich noch Bau des 17. Jahrhunderts (jetzt schlechter Bauzustand). Sechs Obergeschossfenster. Erdgeschossig Stallungen; über der Stalltüre oettingisches Wappen und dabei die Inschriften „1685 C. M. H.“ [=Christian Michael Henchel] „/ 1798 SDH ICH M“. Giebelseitig vom dort erhöhten Gelände aus Eingang zum Wohnobergeschoss.[9]

### Einwohnerentwicklung
| Jahr      | 001818 | 001861 | 001871 | 001885 | 001900 | 001925 | 001950 | 001961 | 001970 | 001987 |
| Einwohner | 7      | 7      | 5      | 8      | 6      | 6      | 6      | 4      | 9      | 8      |
| Häuser    | 2      |        |        | 1      | 2      | 1      | 1      | 1      |        | 1      |
| Quelle    | [ 11 ] | [ 12 ] | [ 13 ] | [ 14 ] | [ 15 ] | [ 16 ] | [ 17 ] | [ 18 ] | [ 19 ] | [ 1 ]  |

## Religion
Der Ort ist seit der Reformation evangelisch-lutherisch geprägt und bis heute nach St. Oswald und Ägidius (Mönchsroth) gepfarrt. Die Katholiken sind nach St. Margareta (Wilburgstetten) gepfarrt.